# Diana Bulimar
Diana Bulimar (Timișoara, Romania, 22 d'agost de 1995) és una gimnasta artística romanesa, medallista olímpica (bronze) a Londres 2012 en el concurs per equips.

## Carrera esportiva
Al Campionat Europeu de 2012 celebrat a Brussel·les va aconseguir la medalla d'or en el concurs per equips. Poc després, als Jocs de Londres, aconsegueix la medalla de bronze en el mateix concurs d'equips, quedant després de les nord-americanes i les russes.
Al Campionat Europeu de 2013 celebrat a Moscou, aconsegueix una medalla de plata en la biga d'equilibri –després de la seva compatriota Larisa Iordache– i una de bronze en l'exercici de sòl –després de la russa Ksenia Afanasyeva i de nou Larisa Iordache–.
Al Campionat Europeu de 2014 celebrat a Sofia aconsegueix la medalla d'or en la competició per equips.